# Trzcianka (Kielce)
Pour les articles homonymes, voir Trzcianka.
Trzcianka est une localité polonaise de la gmina de Nowa Słupia, située dans le powiat de Kielce en voïvodie de Sainte-Croix.